# منتخب تونس لكرة اليد للناشئات
منتخب تونس لكرة اليد للناشئات هو ممثل تونس الرسمي في المنافسات الدولية في كرة اليد للناشئات. تشرف عليه الجامعة التونسية لكرة اليد.